# Placówka Straży Celnej „Zubrzyk”

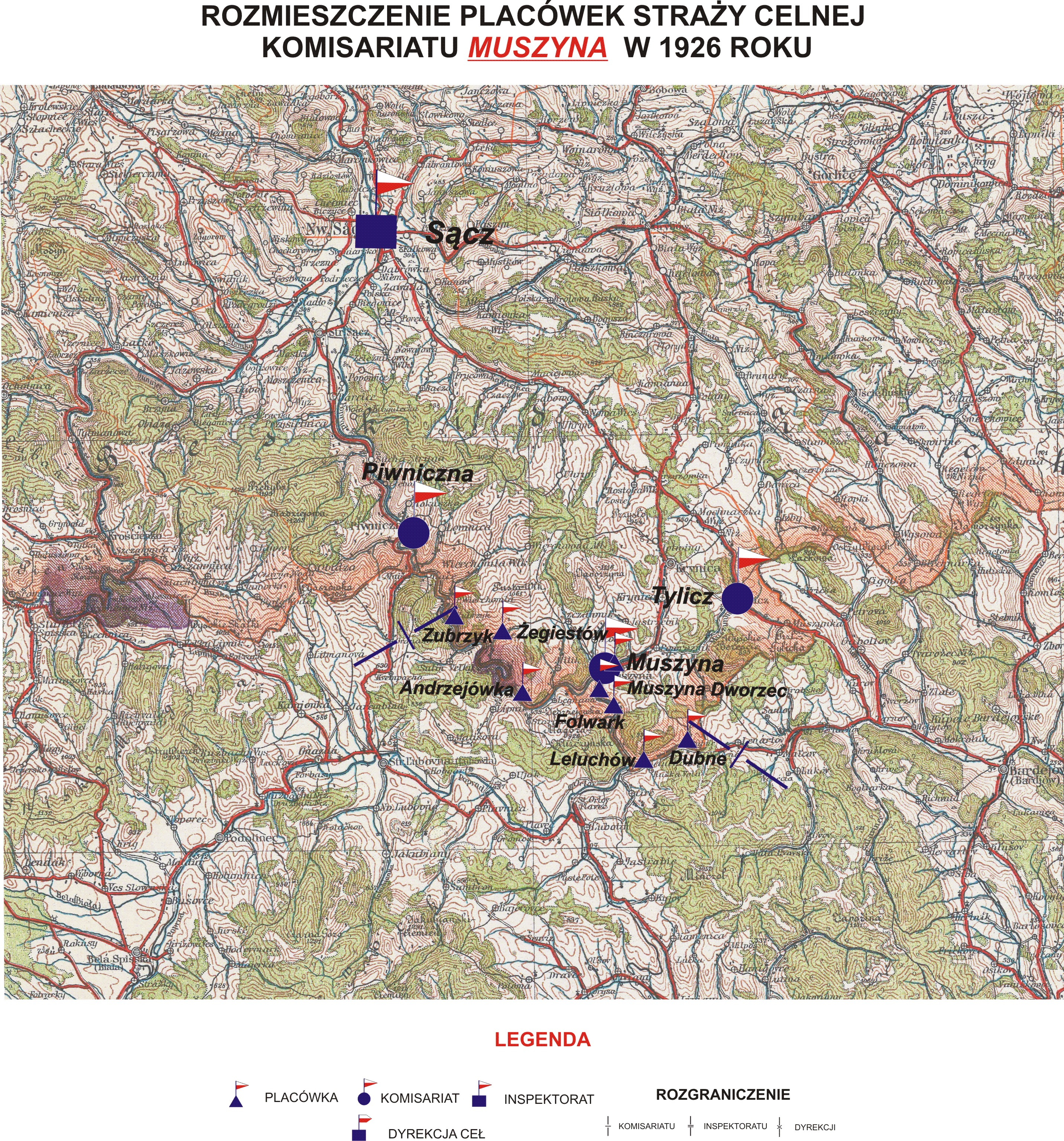
Rozmieszczenie placówek SC Komisariatu Muszyna w 1926

Placówka Straży Celnej „Zubrzyk” – jednostka organizacyjna Straży Celnej pełniąca w okresie międzywojennym służbę ochronną na granicy polsko-czechosłowackiej.

## Formowanie i zmiany organizacyjne
Na wniosek Ministerstwa Skarbu, uchwałą z 10 marca 1920 roku, powołano do życia Straż Celną. Od połowy 1921 roku jednostki Straży Celnej rozpoczęły przejmowanie odcinków granicy od pododdziałów Batalionów Celnych. W 1921 roku w Muszynie stacjonował sztab 3 kompanii 8 batalionu celnego. Kompania wystawiała również placówkę w Zubrzyku.Proces tworzenia Straży Celnej trwał do końca 1922 roku. Placówka Straży Celnej „Zubrzyk” weszła w podporządkowanie komisariatu Straży Celnej „Muszyna” z Inspektoratu SC „Sącz”.
W drugiej połowie 1927 roku przystąpiono do gruntownej reorganizacji Straży Celnej. W praktyce skutkowało to rozwiązaniem tej formacji granicznej. Ochronę północnej, zachodniej i południowej granicy państwa przejęła powołana z dniem 2 kwietnia 1928 roku Straż Graniczna. W strukturach nowo powstałej formacji placówki „Zubrzyk” nie odtworzono.

## Funkcjonariusze placówki
Kierownicy placówki
| stopień    | imię i nazwisko, numer | okres pełnienia służby | kolejne stanowisko |
| ---------- | ---------------------- | ---------------------- | ------------------ |
| przodownik | Józef Gąsior (120)     | był w 1926             |                    |

Obsada personalna placówki w 1926
- przodownik Józef Gąsior (120)
- strażnik Józef Stolarz (1225)
- strażnik Władysław Wołowiec (1244)
- strażnik Władysław Miśkiewicz (1715)